# Phyllostauros
Phyllostauros is een geslacht van zeekomkommers uit de familie Phyllophoridae.

## Soorten
- Phyllostauros vercoi (Joshua & Creed, 1915)